# ファンタシースターオンライン
『ファンタシースターオンライン』（Phantasy Star Online）は、セガが運営していたオンラインゲーム。略称は「PSO」。開発はソニックチーム。
2000年12月21日、ドリームキャスト用ソフトとして初登場した。第5回日本ゲーム大賞を受賞した。後にバグの修正や難易度・レアアイテムなどが追加変更された『Ver.2』や、ドリームキャスト生産終了以降はプラットフォームを変えてバージョンアップ版が多数発売された。
ロールプレイングゲーム「ファンタシースターシリーズ」の一つであるが、ストーリー内容については具体的に過去作との繋がりは薄いため、プレイしていなくても問題は無いように配慮されている。
2010年12月27日に、Windows版をはじめとする一連の『PSO』シリーズは全ての（オフィシャル）オンラインモードサービスが終了した。
なお、『ファンタシースターオンライン2』のサービス開始以降は『PSO』以降のファンタシースターシリーズ全作が「PSOシリーズ」と呼称されることもある。本項では、狭義のPSOシリーズについて記述する。

## 概要
本作は後述の『ファンタシースターオンライン ブルーバースト』（以下、ブルーバースト）を除いて、基本的に「ネットワーク対応RPG」であり、オンラインプレイ専用ではなく、ゲームのプレイには必ずしもインターネットの接続は必要ない。『ブルーバースト』以外のタイトルにはシングルプレイ用のオフラインモードが搭載されている。
オンラインモードは大規模な世界を多人数で共有するゲームではなく、比較的小さな空間を最大4人の比較的少人数で冒険するゲームである。一時期は海外のユーザーとも共にプレイできるサーバーも存在した。ドリームキャスト時代は最盛期で同時接続者数2万6000人（国内）、登録者数30万人（国内外）だったといわれている。
アクションゲーム要素の強さもあり、比較的短いプレイ時間でも楽しめるボリューム内容やゲーム構成であるが、一方で容量の問題からストーリーに関する表現は控えめで、特に普通のロールプレイングゲームと違い、街は最低限の機能をもったものがひとつだけしかない。後のGC版、Xbox版に追加された新マップの拡張に伴い街が1つ追加されているが、機能的にはほぼ同一である。
ネットワーク接続することで追加クエストをダウンロードが可能となるなど拡張性を意識した作りだったが、追加されたシナリオは、特定の地点まで行ってアイテムを取ってくるといったお使いクエストが大半を占める。また、時間の概念として現地時間ではなくインターネットタイムを導入しており、インターネットタイムによって一部の武器の攻撃力が可変するといったギミックが搭載されていた。
セーブデータは、ゲーム機本体やメモリーカードなどに保管されるローカル保存形式（『ブルーバースト』より前のバージョン）であったが、そのためセーブデータの改造による不正行為が多かった。
なお本項目では、注記が無い限り基本的に「ドリームキャスト版Ver1」「ドリームキャスト版Ver2」「PC版Ver1（DC版Ver2同等）」について記述されている。また、続編である『ファンタシースターユニバース』ではロボット系のキャラクタを「キャスト」と呼んでいるが、『PSO』の世界観に基づき本項目ではあえて「アンドロイド」の表現を用いる。また、以降使われる「DC」はドリームキャスト、「GC」はニンテンドー ゲームキューブを、「EP1」はドリームキャスト版Ver1・Ver2・PC版を、「EP2」はゲームキューブ版・Xbox版、そしてブルーバーストの一部仕様を指すものとする。

## 設定
本作はサイエンスフィクションで、特に映画「スター・ウォーズ・シリーズ」の影響を強く受けており、「ライトセーバー」のような概観の剣やエネルギーの弾丸を発射する銃などが基本の武器アイテムとして用意されている。実弾を発射する銃器や金属の刃物なども多少存在はするが、希少なレアアイテムの一部としてのみ登場する。
作品中に登場する種族はヒューマン（人間）と、その遺伝子を改造したエルフのようなとがった形状の耳を持つニューマン（新人類）、そして頭脳を含む全身を機械で作られたアンドロイドの3種族が一つの宇宙船「パイオニア2」に混在する形で同居している。ゲーム中ではニューマンについての種族差別が存在する。またアンドロイドは「社会的地位（のある職業）を持つ事」「人工皮膚を着用（して人間に近い外観を）すること」を禁じられている。もっとも、これらは基本的にオフラインクエストで軽く触れられるのみであり、本筋のストーリーには一切関与しない。
この種族設定は本作の後継作品『ファンタシースターユニバース』の差別部分を強く全面的に押し出した世界観および、『ファンタシースターZERO』以降の「絆」を前面に押し出したもののいずれとも異なる。

## これまでに発売されたバージョン
これまで以下のバージョンが発売されている。公式のオンラインモードは全て終了している。
PHANTASY STAR ONLINE（DC）
2000年12月21日発売、6800円。いわゆる「無印」と呼ばれる最初期バージョン。テクニック修得は一律Lv15までで、ゲームランクはベリーハードまでしかない。また『ソニックアドベンチャー2』の体験版も同梱されていた。なお、発売時からドリームキャスト用ブロードバンドアダプタに本格的に対応を行ったゲームは本ゲームが初である。
PHANTASY STAR ONLINE Ver2（DC）
2001年6月7日発売、4800円。無印のセーブデータを引き継いでプレイできる。無印とVer.2は一部の状況下を除き、一緒にオンラインモードで冒険することも可能。
バトルモード、チャレンジモード、最高難易度のアルティメットモードが追加され、レアアイテムも増えた。その他、フォースのみテクニックをLv30まで修得できる。
PHANTASY STAR ONLINE（Windows）
2001年12月20日発売、6800円。パソコン版、Ver2と同等内容だが、グラフィック面やロード時間はドリームキャスト版に比べ多少向上している。また、ドリームキャスト版とは別のサーバーで取り扱われた。後述する『BlueBurst』サービス開始に伴い2004年1月1日にネットワークモード終了。特に大規模な拡張更新などは行われなかった。
PHANTASY STAR ONLINE Episode1&2（GC）
2002年9月12日発売、6800円。通称『EP2』。ゲームボーイアドバンスのジョイキャリーシステム対応。
新マップと新ストーリーの『EP2』が追加、選べる職業にヒューキャシール、レイマール、フォーマーが追加。
また、職業別にテクニックの修得制限が分けられる。以降のシリーズは、この分別を踏襲する形で固定される。
DC版でダウンロード配信にて提供していた一部クエストを実装。
ハードの性能を活かしオフラインモードにおいてGC1台で画面分割による最大4人のパーティプレイが可能。
PHANTASY STAR ONLINE Episode1&2 Ver1.1（GC）
2002年12月12日発売・交換開始、6800円。アイテムを無限増殖できるバグがあり、リコールで修正・配布されたバージョン。一部ゲームバランスの修正もあり、先に発売されたEP2のプレイヤーと同一のサーバーでプレイすることはできない。旧版のセーブデータを引き継いでプレイできる。
PHANTASY STAR ONLINE Episode1&2（Xbox）
2003年1月16日発売、6800円。"Xbox Liveスターターセット"同梱。オンライン・オフラインにかかわらず、Xbox Liveに会員登録しなければゲームをプレイできなかった。ボイスチャットに対応、声質を変化させる機能が搭載されている。その他は基本的にゲームキューブ版と同等だが、互いに干渉できない別サーバーで運営された。2008年3月31日（月）をもって、オンライン、オンラインサービスに関する各種BBS・みんなの広場・サポーターズリンク全てが終了した。
PHANTASY STAR ONLINE Episode1&2 Plus（GC）
2003年11月27日発売、3980円。ゲームキューブ版Ver1.1にオフラインモード用のステージを追加した最終バージョン。
ゲームバランス変更や新規アイテムの追加は行われておらず、ネットワークモードについてはVer1.1と同等である。
『EP3』を除き、現在家庭用ゲーム機として最後に発売された作品となっている（2009年5月現在）。
全オンラインサービスが終了した後、プレイ可能なオフラインの最終バージョン。
GCだけの特徴、オフラインでも画面分割により最大4人まで同時にプレイできる。
前作同様ゲームボーイアドバンスのジョイキャリーシステムにも対応しており、前作まで全てを網羅した作品になっている。
生産量も少なく現在でもオークションや店頭では高値で取引されている。
PHANTASY STAR ONLINEシリーズ完全版と位置づけられる事が多い。
PHANTASY STAR ONLINE Episode3 カードレボリューション（GC）
2003年11月27日発売、6980円。アクションRPGではなく、カードゲームとしてリリースされた。
ストーリーの時間軸はゲームキューブ版EP1&2とWindows版Blue Burst EPIVよりも後である。
PHANTASY STAR ONLINE Blue Burst（Windows）
2004年4月9日クローズドβテスト、同年5月21日〜7月5日までオープンβテスト、7月8日正式サービス開始。無料ダウンロード（レベル20に達するかアカウント登録から15日以降もプレイする場合は別途料金が発生）の他、パッケージ版は30日利用権付きで2079円、追加利用料金が30日で1260円。
オフラインモードは廃止されたが、オンラインでプレイする1人用という形で残っている。セーブデータはサーバーに保存されるので今までの作品と比べてチートされにくくなっている。1アカウントにつき4キャラまで作成可能。他にも、キャラ名に日本語等の全角の名前を付けることが可能になり、チームシステムの導入（これにより、以前は部屋名をチームと呼んでいたがパーティに変更となった）、数字キーによるアクションパレットの拡張、メインクエストの導入によるストーリー性の強化など、様々な機能がパワーアップしている。
2010年12月27日をもってサービスが終了した。
PHANTASY STAR ONLINE Blue Burst Episode4（Windows）
2005年2月3日発売。上記「BlueBurst」の拡張パック。パッケージ版は3990円、サントラCDと専用レアアイテム交換チケットが付属。サントラCDの付かないダウンロード販売版は当初は3000円だったが、2008年6月に1000円に値下げされた（特典レアアイテムチケットは価格改定後も継続）。30日利用権は含まれておらず、レベル20に達するかアカウント登録から15日以降もプレイする場合は別途料金が発生。
現在この拡張パックは無料でダウンロードできるようになっており、以前にパッケージを購入したユーザーには追加で専用のレアアイテムが配布された。これ以降、新規で購入した場合は当初付属していた特典と追加特典の両方が貰えるようになっている。
エピソード4ストーリーはエピソード2とエピソード3の間を補完するものとなっている。
2010年12月27日をもってサービスが終了した。

## ステージ制度
本作はバージョンによってエピソード1と2の二部構成に分かれている。各種DC版とPC版にはエピソード1のみしか含まれていないが、GC・Xbox版にはエピソード1と2の両方が含まれる。また、『ブルーバースト』ではそれに加えエピソード4が追加されている。エピソード3は本作のようにアクションRPGではなく、カードゲーム形式として発売された。

### ゲームの大まかな進め方
冒険用のマップは、大小様々な部屋と通路が複数繋がって一つの大きなダンジョンとなっている。それぞれの小部屋には扉が設置されており、隣の部屋に移動するには扉のロックを解除する必要がある。ロックの解除には条件があり、基本的に扉のロックがかかっている部屋のエネミーを殲滅すれば開くようになるほか、スイッチを切り替える事で解除されるものもある。エネミー殲滅のパターンでも殲滅対象のエネミーはその部屋内にいるケースばかりとは限らず、またスイッチのパターンでも1個だけのスイッチで解除されるものもあれば、複数箇所のスイッチを全て切り替えて初めて解除となるものもある。オンラインだとさらに上に乗って踏んでいる間しか切り替えられないスイッチが登場し、複数人で同時にスイッチを操作しなければならないものもある。このため、オンラインでは一人ではクリアできないマップも多い(裏技によってクリア可能な場合もある)。
また、マップ中には様々なトラップや、スイッチ切り替えで解除されるレーザーフェンスが設置されていたり、真っ暗な部屋の場合は電灯をONにしないと視界がほぼゼロといった多彩なギミックが仕掛けられており、それをうまく活用してゲームを進める形になる。こうしたギミックやエネミーの攻撃をかいくぐり、マップの最深部に到達すると、次の階層（エリア）へ移動するためのワープポイントがあり、それに入ることで次階層へと進入することができる。最深部に居るボス敵を倒すことで、そのステージをクリアしたとみなされ、次のステージへ進むことができる(オフラインでは、総督との会話が必要な場合もある)。
これを繰り返し、それぞれのエピソードの最終ステージにいる最終ボスを倒すと、「ノーマル」→「ハード」→「ベリーハード」→「アルティメット（ドリームキャストのVer2以降）」と、さらに敵の強さがあがった高難易度のゲームモードが開放される（基本的なストーリー展開に変化はない）。オフラインモードでは上記の通りラストボスを倒す事だけが次の難易度の出現条件だが、オンラインの場合は個別に設定された制限レベルを満たしている必要があるため、オンラインになると次の難易度に挑戦できなくなる場合がある。
オフラインで一度クリアしたステージとその次のステージはゲームを終了してもまたプレイできるほか、オンラインでも行けるステージは前述の通りである。このため、オンラインしかプレイせずに育成したキャラでは、高難易度で部屋を作っても最初のステージしかプレイできない。それでも順番にクリアしていけば次のステージに行けるが、オフラインでクリアしない限りリセットされる。また、オフラインで遺跡エリアにいくためには、それ以前の各々のステージのエリア2のどこかにあるモニュメントのスイッチを全て押さねばならない。オフラインクエストに関しては、オフラインでの進行度に加え、それまでのオフラインクエストのクリア状況によって、プレイ可能なクエストが変わる。但し、ダウンロードクエスト、オンラインクエストに関しては、オフラインの進行度に関係なく、全てのエリアをプレイできる。

## ストーリー
ボスキャラクター名は「アルティメット」とそれ以外の難易度で名前が異なるが、本項では後者で表記する。

### エピソード1
人口増加と環境破壊により母星「コーラル」は衰退し、人類は外宇宙へ移住する「パイオニア計画」を敢行。
長年の調査により移住可能な惑星「ラグオル」を発見、ただちに本格的移住の準備をすべく、先行艦パイオニア1が旅立つ。数年後、一般移民船「パイオニア2」がラグオルの衛星軌道上に到着し、パイオニア1（セントラルドーム）との通信回線を開こうとした瞬間、ドームを中心に広範囲を被い尽くす謎の大爆発が発生し、地表との通信は途絶えた。
パイオニア1を捜査すべく、主人公らは便利屋集団・ハンターズとして地表に降り立つ。地形への影響は爆発の規模のわりに小さかったとはいえ、この地にいたはずの人間の姿はどこにも見当たらなかった。一行は半壊したセントラルドームの地下にある空洞を通じて水路を進む中、コリン総督の娘にして伝説的なハンター・リコの痕跡を見つける。やがて、彼らは事前にパイオニア1が送付した開拓記録にない巨大施設を見つける。この施設を統括する巨大コンピューター「ボル・オプト」は何者かに乗っ取られており、多数の迎撃システムを駆使してハンターズに襲い掛かる。「ボル・オプト」との激戦の末、。最深部の採掘現場にて、ハンターズは自分たちとは違う文明の存在を知る。そうこうしているうちに、ダーバントという怪物が大量に発生し、次いでリコの肉体を乗っ取った未確認生命体・ダークファルスが現れる。

### エピソード2
ハンターズがセントラルドームを調べていたそのころ、パイオニア2の民間人エリ・パーソンを通じて、既に病死したとされるパイオニア1の陸軍副司令であったヒースクリフ・フロウウェンを名乗る人物からのメッセージが寄せられる。そこには、パイオニア1船団がガル・ダ・バル島において何かしらの実験を行っていたことが記されていた。ハンターズはこの島へ赴き「中央管理区」にある海底プラント下層部より更に下に存在する「実験体廃棄場」にて、メッセージの真の送り主である人造ダークファルスである「オルガ・フロウ」との邂逅を果たす。その正体はダークファルスとの戦いでD因子に侵されたヒースクリフの肉体に組み込まれた超高性能AI「オル・ガ（Ol-Ga）」が暴走した末に融合した存在だった。

### エピソード4
ハンターズたちによるセントラルドームにおけるダークファルスとの戦闘からしばらく経った後、パイオニア2が本格的にラグオルへの移民を再開させようとしていたところ惑星ラグオルの近くを通る巨大な隕石が発見される。当初この巨大隕石はパイオニア2にも惑星ラグオルにもどちらにおいても衝突コースでなかったため問題視されていなかったが、突如ラグオル地表から発射された謎の光線によって軌道を変え惑星ラグオルへ落着する。この事態を重く見たパイオニア2総督府は原因調査のため急遽ハンターズを派遣する。
現地に赴いたハンターズは、クレーター内部の地下砂漠より隕石の欠片を回収しこれを調査した結果、このラグオルに落着した隕石にも惑星コーラルに落着した隕石と同様の「D因子」が含まれていたことがを知る。
そのころ、宇宙軍空間機動歩兵第32分隊、通称「WORKS」の前隊長であるレオ・グラハートは、コーラル本星の「10カ国連盟政府」の高官という立場を利用し、軍部の技術部隊「TEAM00」のリーダーだだった父を死に追いやった政府直属の暗殺部隊「ブラックペーパー」から、D因子を用いた究極兵器「ヘブンストライカー」の設計図を奪還し、それを基に「ヘブンストライカー計画」を立案する。先の隕石の軌道変更も彼の仕業だった。

## コミュニケーション
各種家庭用ゲーム機版の本作ではキーボード入力による日本語変換は独自の物（Xbox版はモバイルWnnを採用している）を用意しており、「なか」と入力して変換すると「中裕司」「社長」に変換できるといったジョークも組み込まれている。この独自辞書には変換ミスも多く、有名なものではゲームに登場するキャラクタ"リコ"のニックネーム「赤い輪のリコ」を最後まで無変換で入力し 最後に変換すると「赤岩紀子」と表示されるものなどがある。画面にキーボードを表示して文字をカーソルで選択する「ソフトキーボード」も用意されているが、本作ではキーボードを必要としない以下のコミュニケーション手段が用意されている。
ワードセレクトシステム
画面で必要な文型と単語を選択することで文章を構成することができる。この時に表示される定型文は現在の状況を多少反映しており、他のプレイヤーが最後に使ったワードセレクトの内容などによってトップに来る定型文が変わる事がある。
本作では発売された地域に関係なく表示言語を「日本語」「英語」「フランス語」「スペイン語」「ドイツ語」にそれぞれ変更することができ、ゲーム中のあらゆる表記（キャラクタの台詞やアイテム名など）が設定した言語のものになる。ワードセレクトで作った定型文もこの設定によって自動的に翻訳されて表示されるので、簡易ではあるが 異国のプレイヤーとのコミュニケーションを行うことができた。（Xbox版、BB以外）。

シンボルチャット
外形（丸や四角）に線や点、吹き出しのマークや効果音などを組み合わせて表情などを作っておいて 簡単なショートカットから感情表現として表示することができる。作れる画像は顔に限らず、組み合わせの自由度が高いため、「ねそべっているドラえもん」や「月を背景に佇む猫のシルエット」など 想像力次第で様々なアートワークを作り出す事が出来、手の込んだシンボルを作る事を目標とするシンボルチャット職人と呼ばれるプレイヤーも存在した。

## ゲームシステム
なお、以下の説明は多くがGC版以降に基づいており、特記無い限りはDC・PC版とは異なる事が多い。
アクションパレット
本作が初めてリリースされたドリームキャストのボタンは4ボタン、スタートボタン+LRトリガーで、メインで使うボタンは4つの色（赤・青・緑・黄）に着色されている。画面の右下にはそれと同じ配列と同じ色の"パレット"が表示されており、そこに"アクション"を振り分けることができる。
この「アクションパレット」は一部を除いた3つのボタンと特定のキーを押しっぱなしにしているときだけ姿を出す「裏パレット」にも登録する事で 最高6個のアクションを登録する事ができる。例えば従来のRPGであれば「メニューを開いて回復薬を選択し、使う」という三重構造だったが、アクションパレットにあらかじめ回復薬を登録しておけば ボタン一つでいつでも回復アイテムを使う事ができるようになる。アイテムを使い切ってもパレットからは消去されないので、同じ回復薬を冒険中に拾えば またアイテムを登録しなおす事はない。
通常攻撃
本作では「ノーマルアタック」「ヘビーアタック」「エクストラアタック」の3種類攻撃方法を使い分けて戦いを進める。
「ノーマルアタック」は命中率が高いが威力が弱く、「ヘビーアタック」は攻撃力が高い代わりに隙が大きく命中率が低い。「エクストラアタック」は後述するエレメントの発動に使い、隙が大きく命中率は非常に低い。また、武器によって攻撃速度や回数が異なり、種類によっては同じタイミングでボタンを押しても敵に割り込まれることがある。
テクニック攻撃
テクニックとは他のゲームでいう「魔法」にあたる能力で テクニックポイントを消費して発動する。これらを得意とするのはニューマン系の種族である。

トラップ攻撃
トラップはDC版Ver2では難易度アルティメットでのみ、それ以降のGC版・Xbox版では全ての難易度において、アンドロイド系のキャラクターだけが使えるようになった特殊攻撃で、Ver1には存在しない。"テクニックが使えない代わり"の機能である。
トラップには「ダメージトラップ」「フリーズトラップ」「コンフューズトラップ」の3種類があり、一度の冒険で使える個数には限りがあるが、冒険途中にある回復ポイントに立ち寄るか、一度街に戻ってメディカルセンターで回復すれば最大値までチャージされる。また、自分のレベルが上がれば、トラップを持てる最大値が上昇する。
これとは別にダンジョンに最初から設置してあるものも存在し、こちらは反応後時間経過で起爆した場合は敵味方関係なく効果を及ぼすが、攻撃して破壊した場合には誰にも影響を及ぼさない。近づくまで隠れて目視できないようになっているが、遠距離から見破る方法もある。目視出来る状態にならなければトラップに攻撃して破壊・除去する事も出来ない。
バトルモードでは「スロートラップ」「ソナートラップ」の2種類が存在し、ダメージトラップを除いた残りの2種類と合わせた4種類を、全てのキャラクターが使う事が出来る。スロートラップは通常冒険でダンジョンに設置してある物と同様で、作動すると範囲内のキャラクターを一定時間スロー状態にする。ソナートラップは作動すると音が鳴る警報機のようなもので、どこに隠れているか分からない相手の居場所を知る手がかりになる。
状態異常
毒
何らかの有害な物質を体の中に送り込まれた状態。徐々にHPが減っていく。ただし、減少は1で止まり、毒によって死亡はしない。
感電
痺れて移動とアイテム使用しか出来なくなる。アイテムが無いと自力治療が出来ないが、時間経過で回復する。
麻痺
体が思うように動かない状態。麻痺毒や超音波、強烈な打撃など要因は様々であるが、状態異常としてはどれも同じで、移動とアイテムの使用しか出来なくなる。時間経過では回復しない。
混乱
目が回って真っ直ぐ歩けなくなる。時間経過でも治る。凍結と同時にはかからない。
スロー
動きが鈍くなった状態。移動や武器（素手）攻撃の動作が緩慢になる。時間経過でも治る。
シフタ
攻撃力が上昇した状態。時間経過で元に戻る。
デバンド
防御力が上昇した状態。時間経過で元に戻る。
ジェルン
攻撃力が低下した状態。時間経過でも治る。
ザルア
防御力が低下した状態。時間経過でも治る。
凍結
一切の行動が出来なくなる。一定時間が経過しても回復するが、コントローラーのアナログキーを振ると即座に回復できる。混乱と同時にはかからない。
拘束
グラスアサッシンの吐く糸に絡みつかれた状態で、移動、ショートカットウィンドウからのアイテム使用、武器変更、攻撃/テクニック以外での方向変更ができなくなる。他の状態異常と異なり、それを示すアイコンは表示されない。時間経過で治る。
テクニック使用不可
全てのテクニックが使用不可となる。他の状態異常と異なり、それを示すアイコンは表示されない。クエスト内の特定の状態や、特定の攻撃を受けた場合にのみに起きる。その状態を抜け出すか、固有の回復ポイントに到達した時に治る。

デスペナルティ
ゲーム途中で死んでしまうとその場にとどまるか、パイオニア2へ戻るか選択を迫られ、パイオニア2へ戻った場合はメディカルセンター（病院）に戻される。ステージ内の進行状況はそのままであるため、死んだ場所まで歩いて戻れば続けてプレイが可能である。ネットワークモードならば、その場にとどまり続けてテクニックやアイテムで蘇生してもらえばその場で復活する事もできる。
ドリームキャスト版Ver1・Ver2・PC版
「装備していた武器をその場に落とす」「メセタを全額その場に落とす」
メセタについては容易く大量に手に入っていたため、例え手持ちの全額を失っても大した痛手ではなかったが、武器を落とすという事は他プレイヤーが即座に拾える状態になるという事であるため、落とすのを狙ってわざと足を引っ張り、死んだところで武器を回収してゲームを終了させ、持ち逃げを図る者が散見され、またバグを利用した技によって直接他プレイヤーを攻撃し文字通りの強奪をする者まで現れたため、後に修正される事になる。

GC版（Ver1.0、Ver1.1、Plus） Xbox版

Blue Burst

## ビジュアルロビー
オンラインモードのサーバー（本作ではSHIP、船と呼ぶ）に接続すると最初に降り立つ場所はパイオニア2の街中ではなく、ビジュアル・ロビーに転送される。このビジュアルロビーはバージョンによって異なるが、一度に数十人のプレイヤーが混在することができ、プレイヤーが満員だった場合は同じサーバーの別の階層に転送される。また、階層ごとにロビーのグラフィックと形状は微妙に異なる。
GC版以降、季節によってビジュアル・ロビーの装飾が変更されるようになった。装飾の内容や装飾の続く期間はバージョンや年度ごとに若干違う。また、ネットワークモードに接続している場合のみ、パイオニア2のシティ（ビジュアルロビーではなく、冒険エリアに突入するための準備用エリア）にも雪だるまや餅といった装飾がされる。
一部の階層にはボールが出現してサッカーをプレイできるサッカーロビーが存在する（Ver2以降）。このサッカーロビーは厳密に決められたルールの元に稼動しているわけではなく、単に玉（プレイヤーが触れる事で蹴って転がせる）とゴール（玉を重ねるとスコアが加算されるポイント）が設置されているだけであり、どのように遊んでも基本的に自由である。

## アイテム

### 武器
通常の汎用グラフィックの武器には複数のランク分けがされている。 例えば「セイバー」の上位ランクは「ブランド」で、同系種の下位ランク武器に比べ 威力や命中率などが高くなっている。また、武器のベースカラーは 強さの順に 「緑」→「青」→「紫」→「赤」→「黄」→「金」となっており、後者になるほど高ランクの武器となる。なお、ベースカラーが金色の武器は通称「S武器」と呼ばれ、後述のチャレンジモードの最高ランクの景品でのみ手に入る。
武器の中には独自のグラフィックを持つ「スペシャルウェポン」と呼ばれる、その大半は一般的な武器に比べて強力なレアアイテムがある。お店にある"鑑定屋"で鑑定すると、その効果をフル発揮させる事ができる。
一部を除いた武器は「モノグラインダー」などの強化アイテムを使って強化することができる。強化した武器の名前の後ろには「+1」などの表記が付き、この数値に比例して威力が上昇する。強化には上限があり、種類ごとに上限は異なる。また、強化に失敗は無く、武器が消滅することも無い。
一部の武器には「属性」と「エレメント」が付加されており、前者は武器の名前が緑色の文字で、後者は青色の文字で表記されている。属性は「エネミーの種族」を意味しており、「Native（原生生物）」「A.Beast（突然変異種）」「Machine（機械）」「Dark（D型生命体）」の4種と、後述の「Hit」の計5種類が存在する。属性はパーセンテージで表記され、例えば「Native 30%」なら「Native」のエネミー全般に本来与えるはずのダメージに30%のダメージボーナスをつけることができる。逆にマイナス属性が付く事もあり、本来与えるはずのダメージよりも少なくなる。ダメージボーナスの属性のほかに「Hit」という属性が極稀に付加されていることがある。 表示上は%となっているが、実際にはその数値分だけ命中力の数値が上がる。
エレメントはアクションパレットの「エクストラアタック」に付加される特殊能力で、通常攻撃にはない効果を持つ。また、同じ炎属性の攻撃でも、カテゴリ毎に複数のランクが存在し、例えば「ヒート」よりも「バーニング」のほうが与える炎属性の威力は高い。
名前が青色の武器は鑑定により「○○セイバー」など、エレメント名+ベースアイテム名になる。この時点で属性が付いていなければ白で、属性がついていれば名前が緑色になる。エレメントや属性は鑑定するごとに変動し、何度も鑑定できる。

### 防具
防具には「鎧」と「盾」があり、レアの盾の中には固有のグラフィックを持つものがあったり、鎧には特殊なエフェクトが出るものなどがある。特に鎧には「スロット」というものが開いていることがあり、最高で4個所まで拡張する事ができる。スロットには「ユニット」と呼ばれるアイテムを装着することができる。ユニットにはキャラクターのステータスを上げたり、特定のステータス異常を無効化するものの他、攻撃速度を上げるものなどもある。スロットは後から追加する事はできず、たとえレアな鎧だったとしてもスロットの数で初期装備クラスの防具より少ないことがある。ゲームキューブ版以降ではスロットを1つ増やす消費アイテム「アドスロット」が追加され、これを使えばどの鎧でもスロットを4つまで増やせることができる。また、一部のレア盾は攻撃力や命中率を強化するものがあるが、これは能力限界を超えて上昇する。ただし能力そのものは上がらないのでカンスト値以上が必要条件となっている武器は装備できない。

### マグ
特殊な防具として「マグ」という物が存在する。これは一度に一つだけ装備することができ、ステータスを上昇させる事ができる。また、マグにはステータス上昇効果のほかにIQ（知性）とシンクロ（親密度）値がある。マグはすべてのキャラクタに初めから与えられており、肩の周辺にふわふわと漂う形でプレイヤーについてくる。すべてのマグの初期能力は同じであるが、回復アイテムを「エサ」として与える事でステータスが上昇する。それぞれのステータスが一定まで上がるとマグは進化し 形が変わる。進化は職業とIDと与えてきたアイテムによってさらに変わり、GCとXbox版以降では特定の条件を満たした場合にのみ進化する「レアマグ」が追加された。
本作では「マテリアル」というキャラクターステータスそのものを上昇させるアイテムも用意されているが、プレイヤーキャラクタのステータスの上昇率は完全に固定してあり、キャラクター能力の具体的な差別化を形作るのは実質的にマグとなっている。また、元から持っている以外にもマグは比較的簡単に入手可能であり、複数のマグを同時進行で育てることが可能である。また、マグには装備制限が無く、ステータスの高いマグをレベルの低いプレイヤーが装備することが可能である。
マグは進化すると「フォトンブラスト」を覚える事がある。フォトンブラストを習得したマグを装備している状態でダメージを受けたり与えたりするとゲージが溜まり、プレイヤーの体が光ると同時に「裏パレット」がフォトンブラスト専用パレットに置き換わる。 この状態で街に戻るか、死亡するか、フォトンブラストを開放しなければ裏パレットに登録した項目は使えない。フォトンブラストによって引き出される映像は「フォトンミラージュ」と呼ばれており、モンスターのような外見の召喚生物が現れてエネミーを撃退したり、ステータスを一時的に上昇させる。
オンラインモードでは同時に、もしくは近い時期に複数のプレイヤーのフォトンブラストのゲージがMAXになることがあり、この状態でタイミングよく示し合わせてフォトンブラストを発動させると「チェイン」となり 効果が増大したり、複数の仲間に恩恵が得られたりする。また、ゲージが中途半端にしか溜まっていないプレイヤーも、他のプレイヤーのフォトンブラスト発動中に特定のキーを押す事で自分のフォトンブラストのエネルギーを発動者に送ることができ、少なからずフォトンブラストの能力が向上し、自分にも恩恵を受ける事ができる「ディバイド」をすることができる。
なお、マグの種類と形態により、体力が大幅に減ったり、フォトンブラストゲージが最大値になるなどの条件を満たすと、マグが自発的に行動をとる場合がある。これらの行動はIQとシンクロの数値が関係し、両方が高ければ高いほど自発行動を発揮する可能性は高くなる。

## テクニック
テクニックとは、伝説や物語に登場するような「魔法」を科学技術によって再現したものである。術の行使には精神力が必要なため、精神力を持たないアンドロイドには使えない。
フォースはテクニックの使用に重点を置いた職業である。
- フォース全般 - 全てのテクニックをLv30まで使用可能
- ハニュエール・レイマール - グランツ・メギド・リバーサーを除いた全てのテクニックをLv20まで使用可能。
- ヒューマー - グランツ・メギド・シフタ・デバンド・リバーサーを除いた全てのテクニックをLv15まで使用可能。アンティはLv5まで使用可能。
- レイマー - グランツ・メギド・ジェルン・ザルア・リバーサーを除いた全てのテクニックをLv15まで使用可能。アンティはLv5まで使用可能。

ショップで購入したり冒険の途中で得られる「ディスク」を使うと、テクニックを習得できる。ほとんどのテクニックディスクには「フォイエLv5」などレベルも設定されているが、条件を満たしていれば以下のレベルのテクニックを習得していなくても飛び級で習得することもできる。また、プレイヤー自身のレベルが上がってもテクニックのレベルは上がらない。炎、雷、氷の3種類のテクニックにはそれぞれ初級・中級・上級のテクニックが存在するが、階級ごとに別の種類のテクニックとして扱われる。
また、GC版以降Lv30のディスクは一部を除いて激レア扱いとなっており、大体はLv28～29で打ち止め、テクニックブーストのユニットを装備してLv30にするのが一般的である。全てのLv30ディスクを拾えればユニットなしでも可能だが、それは超級レアを十数個集めることに等しい労力と途方も無い時間が必要な為、実現はほぼ不可能である。ただし回復・補助系テクニックのみ最大レベルのディスクも入手しやすいため、物理攻撃もするフォースでユニットの容量を無駄にしたくないときは困らない。

## ゲームモード
オンラインモードでは通常の冒険のほかに、いくつかのゲームモードが存在する。
なお、バトルモードとチャレンジモードは通常冒険とは別のオリジナルマップで行われ、マップ中で手に入れたアイテムは基本的に手元に残らない。
『ブルーバースト』において追加されたゲームモードについては、ファンタシースターオンライン ブルーバースト#ゲームモードを参照。

### 通常冒険
通常同様ゲームをプレイする基本モード。同じ難易度の同じエリアでも、オンラインでは複数人による協力プレイが前提となっているため、オフラインよりもエネミーが多少強化されている。一度に出現するエネミーの数もオフラインの同場面に比べて多い。
また、オンラインでは「複数人が同時に踏まないと作動しないスイッチ」が登場する。オフラインでも複数のスイッチを踏んでロックを解除する扉はあるが、オンラインではこれの一部が踏んでもスイッチの上から退くとスイッチが戻ってしまい、全ての箇所のスイッチを同時に踏まないといけないようになっている。
洞窟エリアと遺跡エリアでは、次のエリアに進むために必ず通る事になる扉の開閉スイッチに「複数人で同時に踏まなければならないスイッチ」があるため、一人では最後までエリアを踏破出来ない。

### バトルモード
Ver2以降に導入された、他のプレイヤーと戦うことのできるゲームモード。現在のレベルやアイテムを持ち越して戦うモードや、全員特定のレベルまで一時的に戻って同じ敷布で戦うモードがあり、互いに当たり判定がある状態でラグオルを冒険する事もできる。
単純なバトルのほか、マップ中に落ちているお金を拾って、もっとも所持金額の多い者が勝つなど ルールも多様である。

### チャレンジモード
Ver2以降に導入されたモードで、全員が限られたレベル、装備、アイテムで出された課題をクリアーするゲームモード。誰かが一度でも死ぬとその場でゲーム終了になり、また、ゲームバランスや謎解きなど、通常冒険とは大きく異なる。マップのグラフィック自体と、ダメージ後の無敵時間の長さはアルティメットのもの、エネミーは基本的にオンラインのノーマルのものとなっている。
合計クリアタイムでランクが変わり、タイムを一定以下にすると専用のレアアイテムがもらえる。また、タイム制度という特徴と各ステージごとの最速タイムも記録されるようになっていたことから、より短い時間でクリアを目指す"タイムアタック"も盛んに行われていた。
また、チャレンジモードのステージを一つでもクリアするとビジュアルロビー中、名前が表示される部分に専用の称号が表示されるようになる。この称号は到達したステージの数によって変化するため、もしも自分と同じ称号のプレイヤーがいれば、それは自分と同じステージまで到達したプレイヤーであると言える。
チャレンジモードで最高のSランクを取ると、刃の部分が金色の通常グラフィックの武器、通称「S武器」がもらえる。また、S武器は「プレイヤーが自由につけられる名前+武器名」となっており、たとえば名前を「PSO」にし、ソード系の武器（SWORD）を選んだ場合は「PSO SWORD」となる。
またGC版以降では、S武器は一部のオンラインモード用クエスト中で条件を満たせば用意された中で好きなエクストラアタックを一つだけセットすることもできる。
オフラインチャレンジでは、景品としてランクに応じて防具が貰える。EP1では盾、EP2ではリングとなっている。

## 主な登場キャラクター

### パイオニア2
プレイヤーと共に移民船「パイオニア2」に登場していた人物であり、大半がハンターズギルドに登録されたハンターだが、身分を偽るなどしてラグオル地表に降り立った一般民間人もいる。
アッシュ・カナン
駆け出しのヒューマー。任務に失敗して負傷しているところをプレイヤーキャラとキリークに助けられ、以降「主人公の背中を守ることができるようになる」事が目的となる。後期のオフラインクエストでダブルセイバーを装備し、腕前を上げて再登場する。EP2以降はNPCのAIが見直された事により3段攻撃、テクニックの使用等も体得した。
アナ・ウェインズ、クロエ・ウェインズ
ハニュエールの双子の姉妹。姉のアナは年齢の割に言動が幼くその場限りの面白さに流される一方、妹のクロエはしっかり者である。姉妹の見た目は似ているが、髪型や使用する武器が異なる。
バーニィ
政府10カ国連盟が秘密裏に進めている「計画」をかぎつけているレイマーで、「計画」に批判的。ゾークと共に裏で動いており証拠を挙げて暴露しようと考えている。なお、本名ではなく通り名である。
ルピカ
プレイヤーがバーニィと共に発見・救出したフォニュエールで、体内に発信機が埋め込まれていた。先に降下した遊覧船グラン・スコール号に乗っていたと主張するが、実際にはグラン・スコール号は遊覧船ではなく軍部の極秘船であることがバーニィより語られている。プレイヤー達ハンターズによってパイオニア2へ保護され、その後はパイオニア2総督府の保護下に置かれている。
彼女の存在についてはEP4への伏線となっており、実は「MOTHER計画」の一端である「ネオ＝ニューマン」と呼ばれる存在で、体内に埋め込まれた「D因子」を制御する能力を持っている。レオ・グラハートと「WORKS」がクレーターにて秘密裏に進めている「ヘブンストライカー計画」の重要な鍵であり、同様の能力を持つ「エモーショナルAI」の試作機であった「ウルト・カミュエル」の奪取に失敗したレオおよび「WORKS」よりエモーショナルAIの代わりになる存在として付け狙われている。
アリシア・バズ
元々はフロウウェンの養女で、パイオニア1が旅立つにあたり、友人のドノフに預けられバズ姓となる。自然生物系のラボに勤めていた。パイオニア1からの資料では「ラグオルの生物は大型でも温厚なタイプが多い」とされアリシアは大いに期待を抱いていたのだが、地表に降下して調査すると凶暴なものばかりで大きく矛盾している事に悩む。勤めていたラボは、パイオニア1の資料との矛盾の解明をせず、ラグオル原生物の調査と強化に動き出したという方針もアリシアの本意からかけ離れているため、ラボを去る。
フロウウェンの弟子であるリコとは面識はあるようだが、大人しめのアリシアと活動的なリコでは相性が悪く、あまり好ましく思っていない模様。
ドノフ・バズ
フロウウェンの親友で、い頃は鬼軍曹と呼ばれた凄腕の元軍人。軍の正式装備に採用されているDBの剣とDBの盾といったDBセットは、ドノフの腕前にあやかって作られたレプリカだが、既に軍を辞めていたため、フロウウェンセットと異なりイニシャルのみ付けられた。
性格は豪放で、軍を辞めた理由も「エネミー一万匹斬りをやってみたいから」という極めてストレートなものである。しかし、高齢になってからの挑戦だった上、病を患ったため9901匹で断念、一旦剣を置く。アリシアを連れてフロウウェンに会いにパイオニア2に乗船するも、ラグオル到着間近にフロウウェン他界の報が入り、直後ラグオル地表でブルーバースト発生。その時点で、入院しなければ生死にかかわるほど病状は悪化していたが、アッシュが押しかけで弟子になってしまい、彼にダブルセイバー剣術を教えている間に熱意を取り戻し、やり残した最後の挑戦を思い立つ。DBセットは片手剣装備だが、NPCとして参戦する時は大剣ザンバを用いる。条件を満たしている場合のみ、その後の展開が若干変化する。
彼のイニシャルをつけられた武具は剣の他に鎧と盾が存在し、合わせて装備することで特殊な追加効果を得られる事から「DBセット」と呼ばれる。
ゾーク・ミヤマ
代々優秀な軍人を輩出するミヤマ家出身の元軍人で、自身も「豪刀ゾーク」と渾名が付くほどの腕前を持つ。ミヤマ家にはカムイ、サンゲ、ヤシャの三刀が伝わっており、ミヤマ流の一刀流と二刀流の双方を極めたゾークはこれら三刀を帯刀する。父のネフ・ミヤマは後にまだ幼い子供を新たな弟子としてとるが、ブレイクは一刀流、オルランドは二刀流を主とし、しかも青年になっても得意な方さえ極めるまでには至っていないらしく、ネフやキリークに未熟者扱いされてしまう。
出自や腕前もあってフロウウェン、ドノフとは年の離れた友人だが、10カ国連盟の「計画」を良しとはせず、軍を辞めハンターズに入り、バーニィらと共に「計画」の暴露を図る。
シノ（紫乃）
ミヤマ家に3代続けて仕えるアンドロイド。外見上は近代型だが、誕生したのはアンドロイドに人権が与えられる前の時代である。遺跡での戦闘で損傷し「旧式のため遺跡での戦闘には耐えられない」と判断したゾークがパイオニア2に帰還させる。しかし、ゾークからの定期連絡が途絶えた事に危機を感じ取ったシノは、ハンターズに応援を依頼、ゾーク救出に乗り出す。ゾークの持つ刀に取り付けられた発信機により、位置を察知することが出来る。
マァサ・グレイブ
科学者の名門グレイブ家の娘。礼儀正しく物腰は柔らかいが、ところどころに年相応の心細さが顔をのぞかせる。父は生物学者、母は物理学者の権威で、国家プロジェクトという事で両親共にパイオニア1に乗り込み、先にラグオルに赴いた。執事のブラントが父親代わりだったが、ブルーバースト発生後、そのブラントまで姿を消したため、ハンターズに捜索を依頼する。
ブラント
グレイブ家の執事である元レンジャー。グレイブ夫婦がラグオルに赴く際、研究の危険性を示唆され、当主に「パイオニア2にも乗るな」と警告を受けるが、両親に何年も会えていないとマァサにせがまれてパイオニア2に乗船する。しかし、ブルーバーストを目撃し、危機感を募らせたブラントは、単身で坑道のグレイブ家ラボを目指し、真相を調べようとするが、レンジャーとしてのブランク期間が長く、単身で強行した事が祟って洞窟の中程で力尽きる。その際にも、身の危険よりマァサの事を案じていた。
ホプキンス
ハンターズの間で「落とし物の天才」として知られている男性。自慢したいのか、装備もできないのに父バガニーニ謹製の武器を冒険先に持ち込んでは危機に遭い、放り出して逃げ帰ってきては他のハンターズに奪回を依頼する。父には内緒にしているつもりだが見透かされており、本当に貴重な品物は渡されておらず、わざわざハンターズに奪還を依頼するより、パイオニア2のお店で買ったほうがコトが早いような品物ばかりである。
ガロン
店員。客には尊大な態度で接する。ハンターズを役者としてラグオルで映画の撮影を依頼する。Ep2ではラボのあるエリアに店を持っており、高額で音楽ディスクの販売やプレゼントのラッピングなどを請け負っている。
ギゼル
浪費癖のあるハンター。今持っている武器よりも少しでも良い武器を見るとすぐに武器を買い換えて貯金しようとしないため、彼の妻からハンターズギルドに説得を依頼される。
ガルス
生物学者。ラグオルに下りたハンターが裏で流した原生生物のデータを手に入れた事から興味を持ち、「現地を見に行ってくる」と助手に言い残して地表に降りて戻ってこなくなる。見かねた助手はハンターズに捜索を依頼する。ラッピーそっくりの着ぐるみを作ってラッピーと混ざって生活しており、ハンターズに連れ戻されるも懲りていない様子。
ライオネル
ヒューキャスト。ラグオル地表でエネミーに体をばらばらにされて持ち去られ、パーツが地表各地に散らばってしまう。自力でパイオニア2に戻ること出来なくなった為、メールでハンターズギルドに救出を依頼する。
ラクトン・ベッカリー
強欲な性格で、パイオニア2の土地をいち早く確保すべく、勝手にラグオル地表に降りてしまう。結果、戻れなくなり、彼の息子から救出を依頼される。「うひょ～！」が口癖。
シシル・パティス
フォマール。結婚資金を稼ぐためにラグオルに降りていたところ、回復アイテムの使いすぎで太ってしまった。回復アイテムを使わずに戦ってダイエットを果たすべく、ハンターズに護衛を依頼する。最初はかなり太っているが、依頼達成後は別人のように痩せる。その豹変ぶりは、彼女の婚約者が太っている姿を見ても同一人物と気づかない程である。
モーム
生物学者。オスト博士が残した研究データが坑道のコンピュータに残っていると睨み、ハンターズにデータの回収を依頼する。後に、そのデータにあった「β772」という実験生物（デ・ロル・レ）の捜索を再びハンターズに依頼して同行するも、デ・ロル・レを前に死んだ振りをして戦闘から離脱する。調査の結果、実験生物が手に負えない物と知り、データの解析をモンタギュー博士に依頼する。
ナウラ三姉妹
ケーキ職人の三姉妹。ラグオルの洞窟でケーキの移動販売の屋台を引いており、洞窟の環境がケーキの生地作りに最適だと考えている。「ナウラのケーキ屋」自体はファンタシースターシリーズの初代ファンタシースターから登場しているが、「三姉妹」になったのは本作PSOからである。なお、『ファンタシースターオンライン2』にも同名の店が出てくる。
オズワルド
パイオニア2の刀剣工。有名な武具工である「三工」を超えたいと思い、ラグオルにある未知の材料を使って武器を作る事を思い立ち、ハンターズに材料集めを依頼する。
秋子おばさん
シティの武器マニア集団「秘密組織ウェポンズ」の代表。ストーリーには直接絡んではこない。

### パイオニア2 総督府
コリン・タイレル総督をトップとした事実上のパイオニア2政府機関。一部のハンターズはここより直接依頼を受けて惑星ラグオルの探索をしている。
コリン・タイレル
パイオニア2総督にして、「赤い輪のリコ」の父親。公明正大な人物である一方、自分が融通の利かない人間だとの自覚はあり、融通が利くであろう人材が散見されるハンターズには寛大であり、かつて自らがハンターズに身を投じたことも後押ししている。コーラル本星が長く戦乱が続いているため、剣術のたしなみはあり、リコが幼い頃は自らが剣術を教えている。フロウウェン、ドノフらと面識はあるが、腕前は彼らには及ばない。パイオニア計画を策定運営していた10カ国同盟は、裏に様々な思惑があり、それが表に出ないよう、あえて善良的なコリンを総督に据えた節があるが、セントラルドーム壊滅を受けて、パイオニア2はラグオルに着陸不能となり、事態が長期化するうちにEP3でパイオニア2の総督となっているドル・グリセンの手によって失脚させられる（EP2とEP3の間に失脚劇は起きる）。ただし、自らが大きな失策を犯したわけでもないので、失職や逮捕ではなく環境局局長に降格という処置がとられた。様々な出来事に打ちのめされたコリンは、失意のあまり環境局の仕事を秘書のアイリーンに任せ、人前には滅多に姿を現さなくなってしまい、やがて失踪する。
アイリーン・セパ
コリンの秘書で、明晰な頭脳と気遣いに優れている。コリン失脚の際にセットで環境局に飛ばされた。
モモカ
アイリーンと同じくコリンの秘書でゲームではPSO BBより登場する。見た目は黒髪の少女にしか見えないが、その正体はドル・グリセンがパイオニア2総督府へと送り込んだスパイである。

### パイオニア2ラボ
エピソード2で初接触する特殊機関。総督府とは別に、より極秘度の高い調査をハンターズに依頼している。その重要性と任務遂行難度の高さは執拗なまでに繰り返される適正試験にも現れている。
ナターシャ・ミラローズ
モンタギュー博士失踪後に行われたラボの組織再編によって、パイオニア2ラボ長官に就任した女性。モンタギュー博士が軍部との繋がりが強い人物だったためモンタギュー博士在籍時は軍の下部組織であるかのような扱いだったが、組織再編によってほぼ独立した機関となる。
辣腕なところがあり、火急に迫られたとはいえ準備不足でハンターズを地表に送り込んだコリンを批判する。自らはガル＝ダ＝バル島の調査前に入念なテストを施すなど、抜かりはない。かつてフロウウェンの部下だったころ、リコにいっぱい食わされたらしく、回顧する時苦々しい思いがにじみ出る。飛び入り同然のエリやノルがラボに入れたのは、彼女ら自身の努力の他に、ナターシャの思惑もあったためである。
エリ・パーソン
「カル・ス」と名乗る人物からのメールを受け、通信を行っていた民間人。その後、機械好きが高じてラボの一員となり、新人ながらもプレイヤーのナビゲーターを勤めるようになる。性格は努めて明るく、ポジティブに振る舞う。
ノル・リネイル
元はパイオニア2にある新聞社のルポライターであり、ブルーバースト後のラグオル地表の様子を取材するためハンターズに扮して現地へ赴くも、現状を目の当たりにして公表を見送る。その後新聞社を辞め、ラボ入りを希望。シミュレーターなどを手がける。同期入りという事もあって、エリと仲良しである。
EP1クエストで初登場する時は「キチンと守る」ことを要求してくるが、十分な強さがあるので、少し目を離しても問題ない。
カル・ス（CAL-SCALUS/または.I. CALUS）とも
パイオニア1に搭載されていたオル・ガ、ボルオプトと並ぶ3大超高性能AIの一つ。ボル・オプトと同じくセントラルドーム地下坑道エリアの管理を任されていたが、ダークファルスからのハッキングを受け、自己シャットダウンを行うことで難を逃れていた。その後ダークファルスのハッキング攻撃を受けつつも、エリとの通信を切っ掛けにパイオニア2に発見・回収され、ラボのメインコンピュータとなる。

ジャンカルロ・モンタギュー
生体工学と機械工学の権威である科学者。マグの共同開発者であると同時に、ウルトとエルノアの開発者でもある。パイオニア2ラボのリーダーを勤めていたが、ウルト拉致の事件をきっかけにエルノアと共に失踪した。また武器工の心得もあるようで、あるクエストをこなすと、エネミーの体の一部を拾って持っていけばそこから武器防具を作ってくれるようになる。
エルノア・カミュエル
モンタギューに作成されたアンドロイドで、ウルトの妹にあたる。マグの核にも使用されているD細胞を制御するための「エモーショナルAI」を搭載された新型アンドロイドである。エルノア自身がエモーショナルAIという新技術の結晶であり、モンタギュー博士によって軌道修正されたMOTHER計画のひとつの到達点である。エモーショナルAIの働きによって、マグとの会話が可能。エルノア以外ではマグに自我があることを知ることすら出来ない。おっとりした性格で、間延びした喋り方（バーニィ談）をする。
ウルト・カミュエル
モンタギューに作成されたアンドロイドで、エルノアの姉にあたる。「エモーショナルAI」を搭載した新型アンドロイドの試作機であるが、後に軍部の一部隊である「WORKS」によって拉致される。
シモンズ・オロ
名目上はモンタギュー博士の助手だが、たびたびモンタギューに振り回されている一方、「計画」の事もあまり知らない。モンタギュー失踪後の境遇は不明。
バガニーニ
ホプキンスの父。フォトン工学の権威で非常に金持ち。制御塔やプラントのデータや、フォトンの結晶である「フォトンドロップ」と引き替えに、アイテム交換や武器加工をしてくれる。

### ブラックペーパー
キリーク
ブラックペーパー所属の凄腕の暗殺者で、「ブラックハウンド」の別名を持つヒューキャスト。正式名は「キリーク・ザ・ブラックハウンド」。
元々はフロウウェンを追ってパイオニア2に乗り込んだものの、出発早々本人の死を知らされて以来、極限の戦いに飢えている。
ゲーム中では初期段階のオフラインクエストに登場し、ぶっきらぼうな口調で色々と解説をしたのち、「お前はスジがいい」と評し、将来の獲物とするためプレイヤーキャラに協力したというスタンスで去る。
オフラインクエストの物語の展開によっては遺跡の奥に眠る者を呼び覚ます一人となってしまい、最終的に遺跡の中で意識を乗っ取られて暴走した末、追いかけたプレイヤーによって倒される。
セントラルドーム地下の遺跡の事件後の話となるEP4では生存しているので、基本的には「遺跡の奥に眠る者を呼び覚ます一人とは”ならなかった”」ルートが正史の様である。EP4で行動を共にするスゥからは「旦那」と呼ばれている。EP4での彼からは戦闘狂としての姿ではなくスゥの上司であり冷静で理知的なブラックペーパーの黒き猟犬たる「ブラックハウンド」としての一面を見ることができる。かつて「WORKS」の前隊長であったレオ・グラハートの父の殺害および「TEAM00」を壊滅させたのは彼でありその時に「ヘブンストライカー」の設計図を彼らから奪取している。そしてレオの片腕を切り落としたのも彼である。
スゥ
ブラックペーパーの小隊長。よく知らない施設の調査という軽い恐怖と密かな楽しみを共有できたためか、他のブラックペーパーのメンバーとは異なり、プレイヤーキャラには好意的である。それだけに「仕事」絡みで遭うのは辛いらしく、歯切れの悪い態度を見せる。後期のクエスト「鋼の魂」では、モンタギュー博士との会話で、部下を持ち事態を把握している責任者でありながら、一人の住民として憂いていることを吐露する。ブラックペーパーから一度足抜けしておきながら、追い求める物があったため再度踏み入れたジレンマもある模様。
EP3でも存命が確認され、ブラックペーパー内での地位は上がっている様子。
キャラクター背景
部下はGEKIGASKY、TONZLAR、TOBOKKE、いずれもタツノコプロのアニメ、タイムボカンシリーズの敵役の名前に由来する。

### パイオニア1
パイオニア2より先にラグオルに降り立った移民船とその乗組員。パイオニア1は地表到着後解体され、セントラルドームに建造しなおされ、さらに地下坑道の大半はパイオニア1のパーツによって作られているとされている。パイオニア2到着直後、そのセントラルドーム周辺で大爆発を起こし、たったの一人を残して結局生存者が発見されることは無かった。
リコ・タイレル
声：水樹奈々（ファンタシースターポータブル2 インフィニティ）
PSO世界で唯一登場するヒューマール（ヒューマン女性ハンター）。父に贈られた赤い腕輪にちなみ「赤い輪のリコ/レッドリング・リコ」と渾名され、新世代の英雄と世間で目されている。若くして複数の博士号を修得している一方、本人は「英雄の欲しかった世間に自分がハマっただけ」と述べている。剣士としてもフロウウェンに直弟子として認められる程の実力を持つ。その高すぎる実力は遺跡の奥に眠るものを呼び覚ます原因ともなる。
陽気でフランクな性格であり、堅物の父親とは疎遠状態だったらしい。相手の痛いところを突いたり追求する癖があり、人によって評価が分かれる。
「ファンタシースターポータブル2 インフィニティ」のサイドシナリオにも登場。亜空間航行実験の失敗でラグオルに飛ばされてきたプレイヤーたちと共闘することになる。
ヒースクリフ・フロウウェン
声：若本規夫（ファンタシースターポータブル2 インフィニティ）
コーラルにおいて最も高名な軍人で、リコの剣術の師匠でもある。退役間際だが、パイオニア1の陸軍副司令として前線にも赴く。
その腕前と人柄から「白髭公」と呼ばれ、下級兵士や民衆に広く慕われている。堅物ではあるものの、責任感の強さと場合によっては拙い事には目を瞑る程度の使い分けはできるため、コリンと異なり「計画」に渋々ながら携わる。また、義憤に駆られて政府や軍に刃を向けようとするゾークを気遣う。
「ファンタシースターポータブル2 インフィニティ」のサイドシナリオにも登場。
オスト・ハイル
パイオニア1ラボの長官で、モンタギュー博士と共にマグを発明した。研究を優先するあまり、常識や倫理などをおろそかにしている。
「計画」はいくつか並行開発が進められているらしく、モンタギュー博士の「計画」とは手法や目的にズレがある。軍と結託して、セントラルドームから離れたガル＝ダ＝バル島に秘密実験プラント設置し、そのうちの1つであるオル・ガをフロウウェンが倒したプロトファルスに埋め込む事で制御し、それを頂点としたD型細胞生物の軍団を編成しようとしていた。制御は失敗し、プラントは暴走した改造生物が跋扈する事となった。オスト博士はこの計画が成功すると考え、並行して進めていた、長時間かかる事が分かっている別の方式によるAIとD型細胞生物の融合実験、繭計画も放棄。「生命の渦」制御管理者アンドロイドのデルタに丸投げして姿をくらます。
グレイブ夫妻
マァサの両親で、夫は生物学者、妻は物理学者の権威である。国家プロジェクトとの命を受け、知らされた内容から危険性と道徳性の問題を認識しながらも、不承不承パイオニア1でラグオルに赴く。その際に、愛娘を危険な目に遭わせまいと執事のブラントには「パイオニア2にも乗らないよう」強く警告している。
その優秀な能力から、「計画」においてオスト博士の片腕的役割を果たし、ガル＝ダ＝バル島のプラント内でフロウウェンと顔を合わせている。オルガ・フロウの建造にも一役買っている模様。
ブルーバースト後、オスト博士共々行方不明となっている。オスト博士と異なり、研究に没頭しての行動ではなく、既に引けないところまで関わってしまった故の色合いが濃く、存命中に関わらず娘のマァサに連絡を取ろうとはしていない。

### 軍部
レオ・グラハート
宇宙軍空間機動歩兵第32分隊、通称「WORKS」の前隊長で、軍部独自の技術部隊である「TEAM00」のリーダーを父とする。カスタムシリーズは「TEAM00」の作品であり「WORKS」ではこれを部隊装備としている。「TEAM00」は訓練中の事故でレオの父親と多くのメンバーを失ったとされているが、実際はブラックペーパーの「ハウンド」により狩られた。その再興を目指して「WORKS」を結成し、1分隊でありながら、軍部内で権力を持ちつつあった。しかし、好ましく思わない勢力がレオ自身を「10カ国連盟」政府高官として昇級させた上、「WORKS」メンバーの多くをパイオニア1に配属して分断、弱体化させられてしまった。それでも「WORKS」の実権を握っていたほか、昇級後も政府高官の立場を利用して暗躍していた。
カレン・グラハート
レオの娘でレイマール。「心の座」に顔見せ登場。ラボのテストを受けたのは、レオの意向ではなく自立の一歩目の模様。
Ep4の「パイオニア・スピリッツ」において、展開次第では父親との決着を付ける事になる。
ギリアム
カレンのお供のレイキャスト。軍人らしく、融通の聞かない性格。いつもカレンのことを心配している。
サコン
「WORKS」の隊員。変にプライドが高く、周囲を不快にさせる。ブルーバーストという予定外があったとはいえ、「MOTHER計画」推進をのらりくらりとかわすモンタギュー博士に業を煮やし、また「WORKS」復権を謀ってガードの緩いウルトを拉致する。遺跡で反応を引き出そうと画策するが、ハンターズに阻止された。

### 敵キャラクター
デ・ロル・レ
オスト博士によって作られたD細胞を利用した新生物で実験体コードはβ772、実験過程において惑星ラグオルの洞窟エリアの地下水脈へ逃げ出し成長したもの。鋭利な管状の触手を用いて原生生物に因子を注入することで原生生物を変異獣（アルタード・ビースト）へ変異させる能力を持つ。
ガル・グリフォン
オスト博士によって作られた新生物で実験体コードはβ630、オスト博士が作成した実験体としては数少ない成功例。ガル・ダ・バル島の中央管理区の断崖を縄張りとして棲みついている。本作15周年を記念する形で『PSO2』にもボスキャラクターとして登場している。
ボル・オプト（Vol-Opt）
セントラルドーム地下坑道エリアの管理を任されていたパイオニア1の3つの超高性能AIの1つだったが。何らかの未知の存在からのハッキングにより乗っ取られ、配備されていた機械群を操り地下坑道エリアの研究施設に所属していたパイオニア1の研究者への攻撃、排除を行った。
ダークファルス
惑星ラグオルのセントラルドーム地下にある「遺跡」に封じられていた未知の存在。D因子の大元であり、邪神とも呼ばれる。惑星ラグオルへと到着したパイオニア1の乗員達の精神を侵食し彼らを操って封印を解かせ復活を遂げたが、その時点では復活が不完全であったためヒースクリフ・フロウウェンらによって一時的に撃退される。その後ブルーバースト（大爆発）によってセントラルドームのパイオニア1全ての住民を生贄として吸収し、大爆発によるパイオニア1唯一の生存者であり最終的に遺跡最深部へ到達した「リコ・タイレル」を依り代として完全なる復活を遂げる。
オル・ガ（Ol-Ga）
パイオニア1の3つの超高性能AIの1つ、オスト博士によるD型寄生細胞の制御実験のためブルーバースト以前に秘密裏にガル・ダ・バル島の中央管理エリアの「海底プラント」に移設されていた。D型寄生細胞のD因子制御のためD型寄生細胞に侵された「ヒースクリフ・フロウウェン」の肉体へ組み込まれたが制御に失敗しフロウウェンとオル・ガは融合して「オルガ・フロウ」へ進化したためオスト博士らによって海底プラント下部の実験体廃棄場へ共に投棄されていた。
オルガ・フロウ
実験体コードγ119、プラント下層部より下に存在する実験体廃棄場からパイオニア2へ「ヒースクリフ・フロウウェン」を名乗りメッセージを送り続けていた存在。惑星ラグオルに到着したパイオニア1においてヒースクリフ・フロウウェンは発見した遺跡の調査にて完全復活前のダークファルスとの戦闘によって傷を負ってしまう。その傷からD因子に浸食されたフロウウェンにオスト博士が実験によって超高性能AIオル・ガを組み込み「生きた傷」であるD型細胞を制御しようとした。しかしその制御実験は失敗し、その後、実験体廃棄場に廃棄されたがかすかな自我を残しており自分を殺せる存在を求めてパイオニア2へメッセージを送り続けていた。しかし後にリコ・タイレルを依り代として復活した遺跡のダークファルスの復活に呼応するように「ヒースクリフ・フロウウェン」ではなく人工のもう一つのダークファルス「オルガ・フロウ」として覚醒した。
サンテミリオン
クレーター内部地下の地下砂漠の最深部に潜むこの地に落ちた隕石に付着していたD因子が成長した巨大なD型生命体。地下砂漠最深部にてD因子の付着した隕石の核を守護している。

### 庄司卓小説版の登場人物
EP3発表前（PSOのアイテムやエネミーを利用した番外編を作成中と公表され、試作品のフィギアが盗まれる事件が起きたりしていた）に書かれたため、ゲーム上の年表や設定などが異なる部分がある。また、本書はファンが書いた小説と変わらず、PSO本編とのつながりは無く、下記の登場人物はゲーム中に登場しない。
- ナルタ・ジョーダン
- ローディ・アーンハート
- アーチェス・リーン（マーリカ・マグダ）
- タンタルス（タロス）
- リンクス (LIN-X)
- クジカ・シフォン
- クリフォード・デュラハン

## 用語
母星コーラル
本星とも呼ばれる惑星、惑星全土を覆う内戦が長期に渡って続いた結果、人々が生活できないほど惑星環境が悪化した。
パイオニア計画
惑星コーラルの国家群の中でも最大の勢力である「10カ国連盟」によって提唱された大規模な星間移民計画。「パイオニア１」、「パイオニア2」といった巨大星間移民船団の建造、居住可能な惑星の探索から始まりその中で移民可能な惑星として『偶然』発見されたのが「惑星ラグオル」である。
惑星ラグオル
「パイオニア計画」によって発見された居住可能な惑星。ラグオルに到着したパイオニア1移民船団によって惑星の調査が行われ、調査終了後に惑星に降下したパイオニア1を解体しそれらの資材を元に「セントラルドーム」が建設され、セントラルドームを中心に生活の拠点となる移住可能な環境が整えられた。セントラルドームの完成後に惑星ラグオルは移住可能と判断され、第2次移民船団である「パイオニア2」が惑星ラグオルへ招聘された。
パイオニア1
人間を未開の自然豊かな異星に移住させる「パイオニア計画」のため建造された超大規模の宇宙船とその艦隊の第1陣。後にブルーバーストと呼ばれるセントラルドームを中心とした惑星ラグオル地表の謎の大爆発によって人員は全て消息不明となっている。先住者の可能性を考慮し、軍人や兵器がが多く搭載されたほか環境開発のための技術者が多数搭乗していた。
パイオニア2
大規模移住計画「パイオニア計画」における超大規模宇宙艦隊の第2陣。パイオニア1によってある程度以上開発され安全が確保された星に向かうと言う前提であったため、移住する一般民間人が多数搭乗している。
セントラルドーム
惑星ラグオル地表の都市の中央に位置するドームであり、惑星ラグオルに降下した「パイオニア1」を材料としている。かつてはパイオニア1総督府等もこのエリアにあった。
フォトン
新しく発見された、非常に高いエネルギーを持つ粒子。そのままでもエネルギー源として有用であるが、収束させることで物理的な影響力を持たせる事が可能であり、結晶化させることも出来る。
空間に存在する未知のエネルギーをフォトンジェネレータによって1つのエネルギー粒子に変換することによって得られ、その性質上無限に近いエネルギーを得られる。本星では行き詰まりかけていたエネルギー問題を一挙に解決する画期的な新技術だったが、「エネルギーとして利用する技術」だけが先んじて発見・発展してしまったため、更なる新技術の開発で国家が競争する構図を生み出す原因ともなった。
最初期は特定の鉱石をフォトンジェネレータの触媒として使用していたが、次第にもっと効率が良く扱いやすいジェネレータが開発されて行き、今では鉱石を使用したフォトンジェネレータは伝統工芸として僅かに残すのみとなった。
テクニック
かつてあった「マジック」と呼ばれた魔法技術を科学技術で疑似的に再現したもの。「マジック」は先天的な才能が必要であり使える者が非常に少なく代替技術であるテクニックの登場と共に廃れ無くなっていった。テクニックは触媒としてナノマシンを用いてそれを精神力でコントロールして様々な現象を発現させる技術であり、精神力を持たないアンドロイドには扱えない。
ブルーバースト
エピソード1のパイオニア2着陸直前に発生した大爆発に対して、後に名づけられた。衛星軌道上からでも確認できるほどの大爆発だったにも関わらず、地形や建造物に一切の被害が見られない事から、その詳細は一切不明。
シティ
ゲームにおいてはオフラインモードではゲームスタート時の初期地点、オンラインモードではビジュアル・ロビーでパーティの作成および所属した場合の転送先となる。シティ（都市）の名前の通りパイオニア2内部の都市だが、あくまでもパイオニア2内部の都市のハンターズギルドがある一部のエリアに過ぎない。シティにはハンターズギルドの他にも、パイオニア2総督府や各種商業施設（武器ショップ、防具ショップ、アイテムショップ、鑑定屋）などが存在する。
ハンターズ
プレイヤーキャラの職業であり、「便利屋」や「傭兵」に相当する。パイオニア2は軍事力不足であるため、ハンターズがパイオニア2総督府の依頼でラグオルの調査を引き受けている。同様の理由からパイオニア2においてはハンターズへの登録が容易となっており、単なる民間人や身分を隠すために登録しているとおぼしきケースも増加して問題となっている。
かつては惑星コーラルの内戦で活動していた傭兵たちであり、上流階級や一般市民から嫌われていた。のちに彼らを管理するための正式な国家機関「ハンターズギルド」が設立され、パイオニア船団においては総督府が管理を行っている。コーラルでの内戦時代から軍部と対立しており、ハンターズがパイオニア船団の総督府の管理下に置かれた後も続いている。
クラス
ハンターズ内での兵種にあたり、セイバーやソード等の近接武器を用いた白兵戦中心の近接攻撃職の「ハンター」、ライフルやショット等の射撃武器用いて遠距離から攻撃を得意とする射撃攻撃職の「レンジャー」、主に杖を装備することができテクニックに特化しテクニックでの攻撃や回復・補助を行う補助職の「フォース」の3つがある。
ガル・ダ・バル島
ゲームにおいてはエピソード2によって解放された新エリアで、パイオニア1船団が何らかの実験を行っていた場所であり、フロウウェンを名乗る人物からのメッセージにより、パイオニア2に存在が知られた。
グラン・スコール号
セントラルドームの謎の大爆発よりも前にパイオニア2よりラグオルへ出発し、ラグオル地表に墜落したとされる行方不明の遊覧船。旅行代理店から複数のハンターズに大規模な捜索依頼が出されているが、旅行代理店からは何か見つけても他のハンターズには一切話をしないで直接報告してくれなどと何かと不審な点が多い。捜索の道中にて一緒に探索をすることとなる旅行代理店ではない別口からの依頼で来ている「バーニィ」からグラン・スコール号は表向きは遊覧船とされているが実際はセントラルドームへのファーストコンタクトや大爆発よりも前にラグオルの地表へ降下しそして墜落した軍部の極秘船であることが明かされる。バーニィ自身はそのグラン・スコール号での唯一の生存者である「政府のさる重要人物」の救出、保護に来たとのこと。そしてグラン・スコール号唯一の生存者であるルピカを保護したことがEP4へとつながることとなる。
ブラックペーパー
表向きは犯罪組織だが、その正体はコーラル本星の「10カ国連盟政府」より、惑星ラグオルにおいての調査研究資料の回収および情報漏洩阻止の密命を受けている政府直属の暗部実行部隊である。
性質上、同じ政府に属する機関でありながら、軍部とは対立的で、ラボをはじめとした主要機関にパイプを持つ。ただし、EP1・EP2の時点では、総督であるコリン・タイレル周辺には寄り付かないようにしている。
WORKS
コーラル本星正規軍の「宇宙軍空間機動歩兵第32分隊」の通称。実質的には以前隊長であったレオの私設部隊という意味合いが強い。彼の財力、カリスマによってコーラル本星において非常に強い力を持ちつつあり危惧を覚えたコーラル本星の「10カ国連盟」政府はレオ＝グラハートを「10カ国連盟」政府高官とすることでWORKS隊長から解任し軍部より引き離し動きを封じ、WORKSの有力メンバーをパイオニア1に乗船させ彼と分断することでその弱体化を図った。ブルーバーストによってパイオニア1と共にWORKSの有力メンバーが消失、レオ＝グラハートと共に後続のパイオニア2に残存しているWORKSは大幅に勢力が衰えている状況となっている。
四天の四刀
はるか昔、国家に家族を奪われた三人の高名な刀鍛治とその意思を継いだ弟子が打ち上げた四振りの妖刀、後にその四刀を所持した者たちがその国家を滅ぼしたとされる。ジョウウン作の「サンゲ」、テンガイ作の「カムイ」、ドウセツ作の「アギト」、それらの弟子キコク作の「ヤシャ」の四本を指す。四刀の内「サンゲ」、「カムイ」、「ヤシャ」の三刀はゾークが継承し所持しているが「アギト」に関してはその名声からかなりの贋作が出回っており行方が解っていない。
ヤスミノコフシリーズ
旧時代に使われていた「ヤスミノコフ」という制作者によるフォトンを一切用いないアンティークな実弾タイプの射撃武器シリーズ。旧式の武器ながらフォトンを使用した最新鋭の武器にも劣らない性能を持つ。ヤスミノコフシリーズは後年のPSUやPSO2といったファンタシースターシリーズにおいても登場している。名前の由来は本ゲームののデザイナーの一人である保村 匡俊（やすむら まさとし）氏の名前とロシアの銃器設計者のカラシニコフの名前を合わせて捩ったものとされている。
エネミーウェポン
モンタギュー博士が考案した試作武器でラグオルにいるエネミーの素材を特殊な方法で固着し作成された武器および防具。特定のエネミーからのドロップによって稀に素材を入手することができれば、その素材をシティにいるモンタギュー博士の元へ持っていくことによってエネミーの特徴を色濃く残した特殊なエネミーウェポンへと加工して貰うことができる。

### 種族
ヒューマン
いわゆる人間、惑星コーラルの種族の多数を占める。能力は平均的。ゲームにおいてヒューマンのみ3つ全てのクラスが男女ともに存在しハンター（ヒューマー、ヒューマール）、レンジャー（レイマー、レイマール）、フォース（フォーマー、フォマール）の6種がある。しかしゲームにおいて実質的には女性ハンター職の「ヒューマール」はNPCのリコの専用職となっており。プレイヤーは選択することができず「ヒューマール」を除いた5種類の中からから選択することとなる。
ニューマン
ヒューマンによって作られた亜人種族で、尖った耳を持つ。精神感応力に優れ高い精神力とTPを持ち「テクニック」の扱いに優れるが、ヒューマンに比べると若干打たれ弱く身体強度の面で劣る。ゲームにおいての選択クラスはハンターは女性のみ（ハニュエール）、フォースは男女とも選択可能で（フォニューム、フォニュエール）の3つでレンジャーに関しては男女とも選択できるクラスは存在しない。
アンドロイド
ヒューマンを補助するために作られた人造人間の種族であり、キャスト」とも呼ばれる、。優れた身体能力に加え、アイテムなしでトラップを見破る能力、毒や麻痺といった生体機能を阻害する一部の状態異常を受けることが無い等の能力を持つが、人工頭脳のため精神力を全く持たず「テクニック」を扱うことができない。使役種族であったためヒューマン、ニューマン、アンドロイドの中では最も地位が低い。ゲームにおいて選択できるクラスはハンター（ヒューキャスト、ヒューキャシール）、レンジャー（レイキャスト、レイキャシール）の4つでテクニックを扱うことができない種族ということもありフォースに関しては男女とも選択できるクラスは存在しない。

### D因子関連
D因子
フォトン技術における国家競争が激しくなっていた頃に飛来した隕石から発見された高エネルギー粒子。フォトンと非常に良く似た性質を持つが、それ自身が意思を持っているかのように、他の生命体に対して侵食・融合を行うという点がフォトンと大きく異なる点であり、「異常フォトン」とも呼ばれる。
D細胞
D型寄生細胞とも呼ぶ。D因子によって侵食された生物細胞の事。マグは、これを核にして作られている。飛来した隕石より発見されたD因子は絶対量が少なく、マグ等の「パーツ」になるような細胞しか作られなかったが、人間などのある程度の大きさを持った生物を侵食しつくしたりすればD因子の意思によって生命体が活動し始める。その生命活動は極めて特殊であり、ヒースクリフをして「奴らは死という概念自体がない」と言わしめるほど強靭な生命力を持つようである。
D型亜生命体
D因子ないしはD細胞で構成された、惑星ラグオルのセントラルドーム地下の遺跡内部で発見された亜生命体でダークファルスの眷属。ゲーム中でのDark属性のエネミーがこれにあたる。
エモーショナルAI
D因子の働きを制御する事を目的として開発されたシステム。
MOTHER計画
D因子の飛来に始まり、D因子の解明からその技術利用を目的とした一連の計画。ハイル博士とモンタギュー博士が先頭に立って推し進められてきたが、方向性の違いからパイオニア1の出発を機に計画が分裂する。
オスト博士はD細胞を利用した新生物の創造を目指し、その過程でデ・ロル・レを生み出し、ガル＝ダ＝バル島の施設では同じく超高性能AIオル・ガとD細胞の融合を果たし、プロトファルスを倒した際、D因子による「生きた傷」に侵されたフロウウェンの体を媒介に新たな侵食遺伝子を生み出すに至る。
モンタギュー博士はD因子の動きを制御するシステムの開発を目指し、その研究過程で「マグ」を開発そしてエモーショナルAIを完成させた。試作機ウルトが製作されたところで、アンドロイドや戦闘兵器を管理する新型の上位システム「MOTHER」としてエモーショナルAIを軍事利用しようと軍部の介入があり、モンタギュー博士が失踪したため、頓挫している。そしてEP4においては新たな「MOTHER」として「ネオ＝ニューマン」という存在が明らかとなる。
マグ
ハンターズ用の機械生命体サポートユニット。設定上はハンターズギルド登録時にハンターズ1人に対して1つギルドから支給されることになっているが、ゲーム内においては複数個所持することができる。オスト博士とモンタギュー博士によって作られたMOTHER計画の副産物であり、制御され正常化された小規模なD因子細胞が組み込まれている。D因子細胞によって機械でありながらモノメイト等のエサなどを与えることで成長、進化し形態も変化する。成長することで装備者ハンターズの能力を補助し、進化することによってフォトンブラスト等の能力を覚える。しかし作成したモンタギュー博士自身にあっても未だマグの成長の原理やフォンブラストおよびフォトンブラスト時にに発現するフォトンミラージュといった現象に関しては解明できていないとのこと。なおエモーショナルAIもマグの研究成果を元として開発されている。成長や能力などについては上述のマグも参照。
原生動物
移民船団が来るより前に元々惑星ラグオルに住んでいた現地の動物たちであり、ゲーム内でのNative属性のエネミーに該当する。何かしらの余波の影響を受け本来おとなしいはずの動物ですら非常に凶暴化しており調査におとずれた調査部隊やハンターズを見るなり襲いかかってくる。そのため現在のラグオルの地表は非常に危険な場所となっている。
変異獣
「アルタード・ビースト」とも呼ばれる新生物、なにかしらの研究の過程で人為的に作られた新生物や「デ・ロル・レ」といった存在に突然変異させられた原生動物などが該当する。ゲーム内でのA-Beast属性のエネミーがこれにあたる。
マシーン
パイオニア1が惑星ラグオルに持ち込んだ機械群や兵器などの総称で、Machine属性のエネミーがこれにあたる。
クレーター
ゲームにおいてはエピソード4より解放された新エリアで、巨大な隕石が落着したことによってできた隕石クレーターの調査を舞台としたエリア。ハンターズたちによるセントラルドームにおけるダークファルスとの戦闘からしばらく経った後、パイオニア2が本格的にラグオルへの移民を再開させようとしていたところ惑星ラグオルの近くを通る巨大な隕石が発見される。当初この巨大隕石はパイオニア2にも惑星ラグオルにもどちらにおいても衝突コースでなかったため問題視されていなかったが、突如ラグオル地表から発射された謎の光線によって軌道を変え惑星ラグオルへ落着、この事態を重く見たパイオニア2総督府は原因調査のため急遽ハンターズを派遣することとなる。東西南北の4つに分かれたクレーターの周りの「クレーター周辺」エリアとクレーターそのものの「クレーター内部」エリア、そして「クレーター内部」エリアの地下に広がる「地下砂漠」エリアに分かれる。ハンターズがクレーター内部の地下砂漠より隕石の欠片を回収しこれを調査した結果このラグオルに落着した隕石にも惑星コーラルに落着した隕石と同様の「D因子」が含まれていたことが分かった。
ヘブンストライカー計画
レオ＝グラハートがパイオニア2に残存しているWORKSを動員して「クレーター」にて秘密裏に進行している計画。元々の計画は軍部の技術部隊である「TEAM00」のリーダーであるレオの父によるD因子の「異常フォトン」を用いた究極兵器を開発する計画だったが、ブラックペーパーにレオの父は暗殺され計画は頓挫していた。クレーターで秘密裏に進行している計画にはD因子を制御する「エモーショナルAI」に替わる新たな「MOTHER」として「ネオ＝ニューマン」という存在が関わっている。そして巨大隕石に光線を命中させ隕石の軌道を変えさせラグオルに落下させた事自体も計画の一端でありレオ率いるWORKSの仕業だったことが後にレオ本人から語られている。

## 受賞歴
- 第6回AMD Award Best Programmer賞
- 第5回文化庁メディア芸術祭審査委員会 特別賞
- BAFTA Interactive Entertainment Awards Games-Networked Award部門
- 第6回アニメーション神戸 ネットワーク部門作品賞[5]
- 第5回日本ゲーム大賞
- Dreamcast Magazine Grandprix 2000最優秀作品賞・ネットワーク活用大賞

他、計18個の受賞。

## オンラインサービス廃止の歴史
- 2004年1月1日　 Windows版「PHANTASY STAR ONLINE」
- 2007年4月1日
  - ドリームキャスト版「PHANTASY STAR ONLINE」
  - ドリームキャスト版「PHANTASY STAR ONLINE ver.2」
  - ゲームキューブ版「PHANTASY STAR ONLINE EPISODE I&II （Ver1.1）」
  - ゲームキューブ版「PHANTASY STAR ONLINE EPISODE I&II Plus」
  - ゲームキューブ版「PHANTASY STAR ONLINE EPISODE III C.A.R.D. Revolution」

※当初は2007年3月31日23時59分にサービス終了とアナウンスされていた。最終的には少し遅れ、4月1日0時10分に終了。
- 2008年1月31日（23時59分）　（初代）XBOX版「PHANTASY STAR ONLINE EPISODE I&II」
- 2010年12月27日（24時00分）　WINDOWS版「PHANTASY STAR ONLINE BLUE BURST」
※当初は16時00分にサービス終了とアナウンスされていた。その後、同年12月14日に上記時刻に終了時刻の変更が告知された。

## 関連する人物
多数の著名人がPSOをプレイしていると公言していたため、その一部を記載する。
- 永野護[7] - 初期からのユーザーで、本作を「セガの中でも『バーチャファイター2』と並ぶ最高傑作だ」と評価している[8]。Ver.2では永野デザインの武器が登場。各プラットフォームごとにFSSロビーと呼ばれる永野ファンが集うロビーがあった[8]。
- 田中理恵 - 20時間連続してのプレイ経験があり、そのことで見吉ディレクターと意気投合。オーディションで次作PSUのヒロインの声優に選ばれる。PSO発売5周年を迎うイベントであるPSO5周年記念大感謝祭では、ストリーミング番組「ゲストとPSO BB！」に出演し、PSOBBをプレイする様子を披露した。田中いわく、PSOは相当やりこんだと語る[要出典]。

以下はその他にもプレイしていた著名ユーザー。
- 伊集院光[7]
- 伊福部崇[7]
- 榎本温子[7]
- 小野坂昌也[7]
- 神谷浩史[9]
- 桑野信義[7]
- 新谷良子[7]
- 田村ゆかり[7]
- 保志総一朗[7]
- 堀江由衣[7]
- 緑川光（GC版）[10]